# Albert Guinon
Albert Guinon, né dans le 2e arrondissement de Paris le 15 avril 1861, et mort dans le 14e arrondissement de Paris le 7 mars 1923, est un dramaturge français.
En 1921, il réside 10 chaussée de la Muette (16e arrondissement de Paris).

## Œuvres
- Les Jobards, 1891
- La Rupture de Jean, 1891
- Deux pièces : Seul, pièce en deux actes ; À qui la faute, comédie en un acte, Paris, Paul Ollendorff, 1892
- Le Partage, 1896
- Le Joug, 1902
- Décadence, 1904
- Son Père avec Alfred Bouchinet, 1907
- Le Bonheur, comédie en trois actes, [Paris, L’Illustration], c. 1911, 32 p. illus.
- La Revue des X, revue en 25 tableaux, avec Romain Coolus, Francis de Croisset, Gaston Arman de Caillavet, Max Maurey, Jacques Richepin, théâtre des Bouffes-Parisiens, 24 décembre 1911
- Remarques autour de la guerre (1914-1915), Paris, Librairie théâtrale, artistique et littéraire, c. 1916, 156 p.
- Nouvelles remarques autour de la guerre (1916-1919), Paris, Librairie théâtrale, artistique & littéraire, 1920.
- Son père, comédie en quatre actes, [Paris], c. 1907.
- Décadence, Paris, Librairie théâtrale, (1901 ?), IX-X-2-268 p.

## Distinctions
Chevalier de la Légion d'honneur en 1908